# Prunellinae (plante)
Pour les articles homonymes, voir Prunellinae.
Sous-tribu
Les Prunellinae sont une sous-tribu de la tribu des Mentheae, des plantes à fleurs de la famille des Lamiacées (sous-famille des Népétoïdées).
Le genre type est Prunella L.

## Liste des genres
Cleonia – Horminum – Prunella

## Publication originale
- Dumortier B.C.J., 1827. Florula Belgica, opera majoris prodromus. 172 pp., Casterman, Tornacum Nerviorum.